# Tamás Bakócz

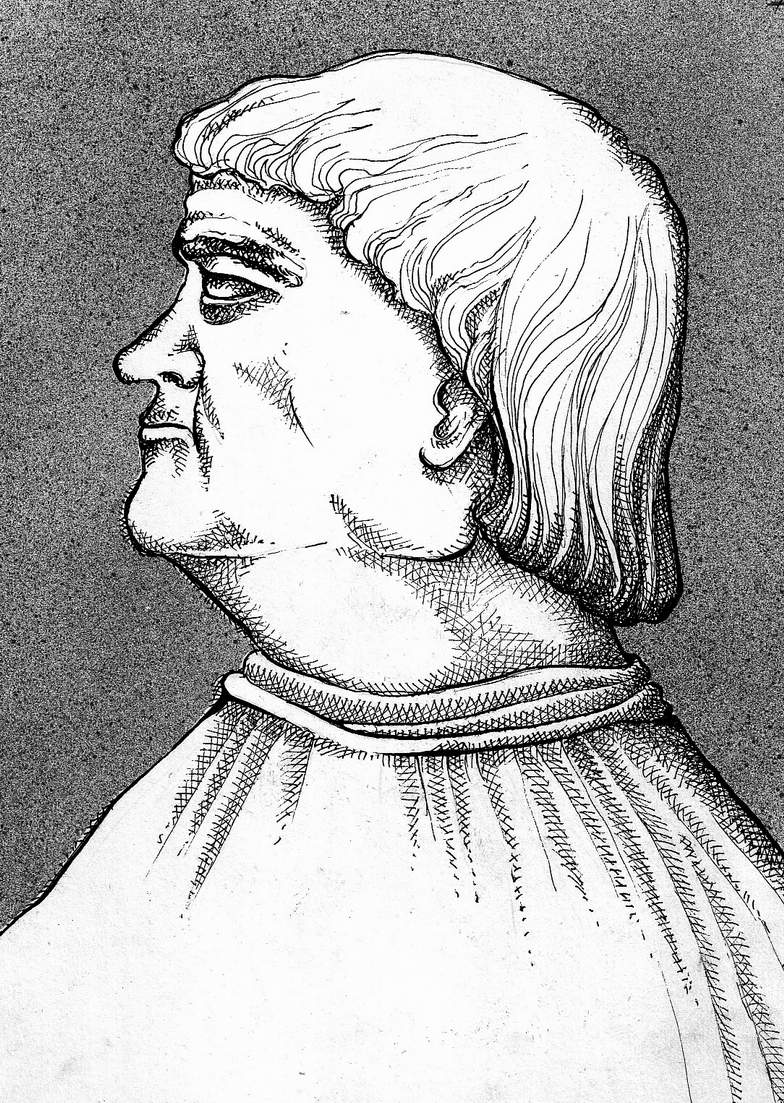
Tamás Bakócz

Tamás Bakócz, född 1442 i Erdőd, död 15 juni 1521 i Esztergom, var en ungersk prelat.
Trots att Bakócs var född under mycket ringa villkor, förstod han genom slughet och djärvhet att svinga sig upp till statens och kyrkans högsta värdigheter. Han blev efter vart annat sekreterare hos Mattias I Corvinus, biskop av Eger, rikskansler Vladislav II, ärkebiskop av Esztergom och Ungerns primas samt slutligen kardinal. Han var den egentlige anstiftaren av det bondeuppror, som hemsökte Ungern 1513–1514. Han efterlämnande en ofantlig förmögenhet.